# Бэрд (Техас)
Бэрд (англ. Baird) — город в США, расположенный в центральной части штата Техас, административный центр округа Каллахан. По данным переписи за 2010 год 
число жителей составляло 1496 человек, по оценке Бюро переписи США в 2016 году в городе проживало 1513 человек. Бэрд является частью метрополитенского статистического ареала Абилин.

## История

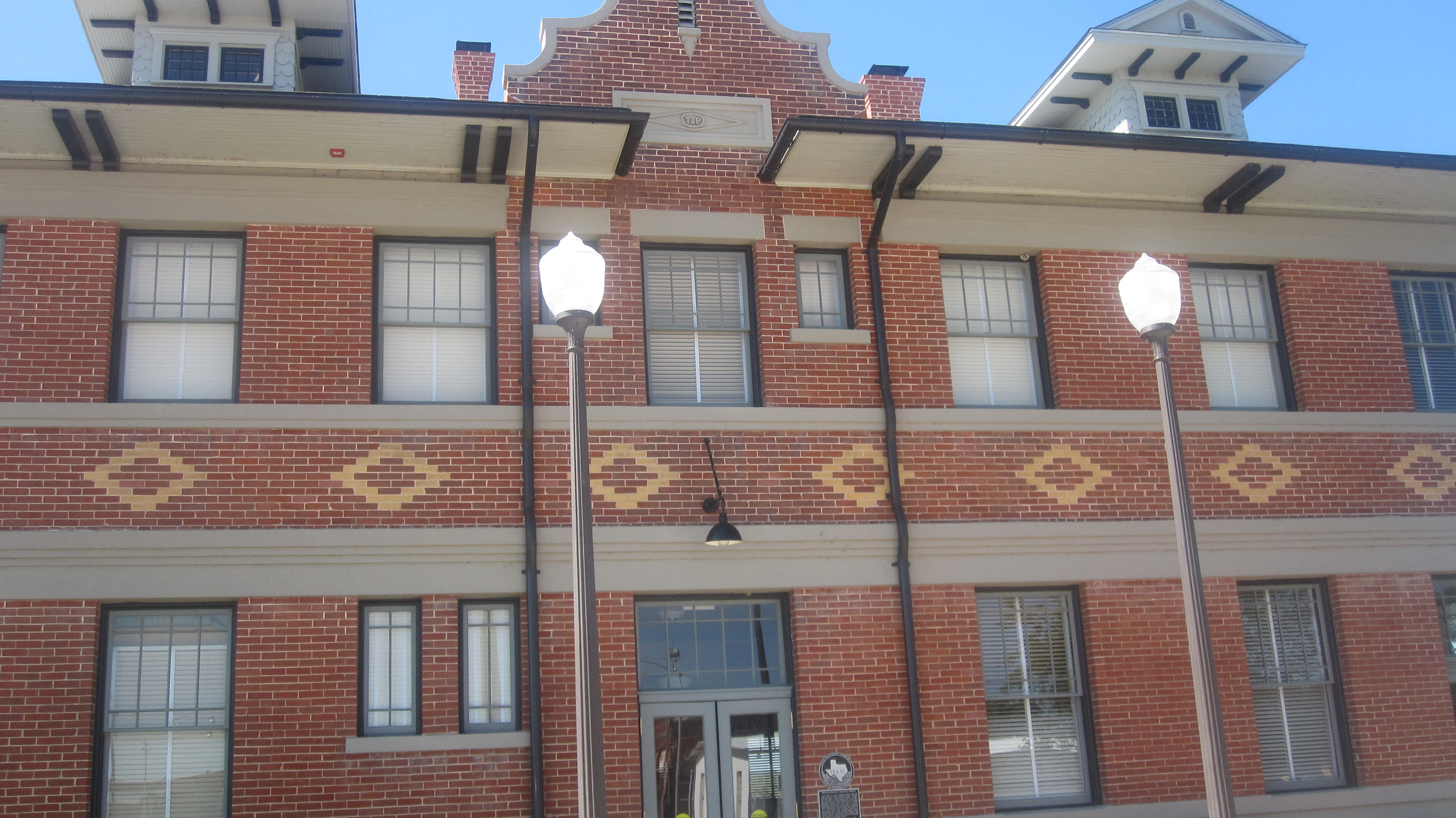
Вокзал железной дороги Texas & Pacific Railway сейчас используется как туристический центр и музей транспорта Бэрда.

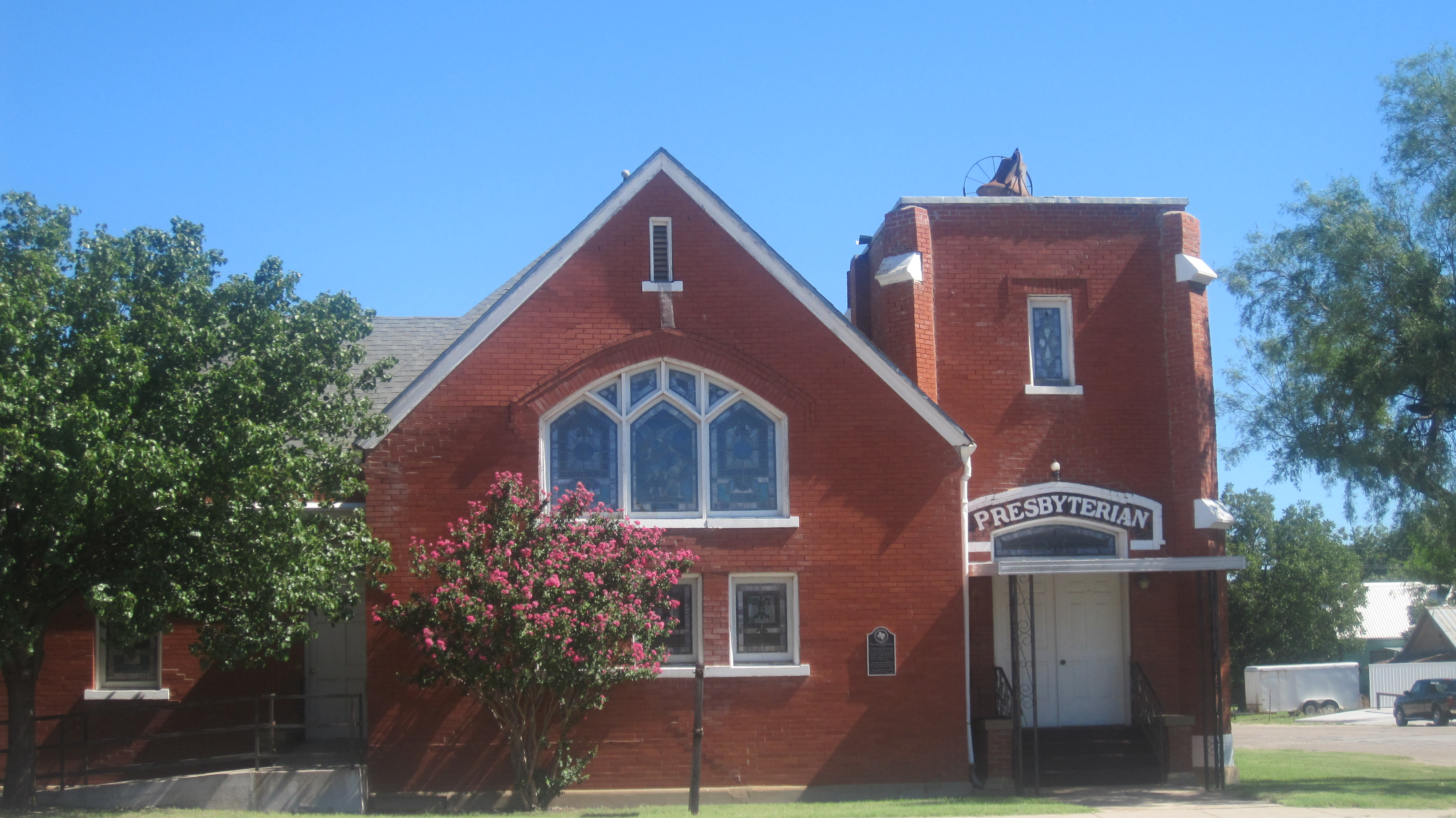
Пресвитерианская церковь Бэрда

Поселение было основано в 1880 году на развилке железной дороги Texas and Pacific Railway и названо в честь инженера железной дороги Мэтью Бэрда. В 1883 году Бэрд заменил город Белл-Плейн в качестве административного центра 
округа. Большинство жителей переехало в новый центр. В 1881 году было открыто почтовое отделение, в тот момент поселение называлось Викери, современное название город получил в 1883 году. В 1887 году начался выпуск еженедельной газеты Baird Star В 1889 году Бэрд получил устав, началось формирование органов местного управления. В 1907 году в городе прошло единственное в истории повешение осужденного за убийство. В городе функционировали предприятия по очистке хлопка, нефтеперерабатывающий завод и несколько мельниц. В городе работает госпиталь округа, город является центром поставки компонентов для нефтедобычи и скотоводства.

## География
Бэрд находится в северной части округа, его координаты: 32°23′46″ с. ш. 99°23′46″ з. д..
Согласно данным бюро переписи США, площадь города составляет около 7,1 км2, из которых 6,9 2 занято сушей, а чуть менее 0,2 2 — водная поверхность.

### Климат
Согласно классификации климатов Кёппена, в Бэрде преобладает влажный субтропический климат (Cfa).
| Показатель                    | Янв.  | Фев.  | Март  | Апр. | Май  | Июнь | Июль | Авг. | Сен. | Окт. | Нояб. | Дек.  |
| ----------------------------- | ----- | ----- | ----- | ---- | ---- | ---- | ---- | ---- | ---- | ---- | ----- | ----- |
| Абсолютный максимум, °C       | 31,7  | 35,6  | 36,1  | 37,8 | 42,2 | 41,7 | 42,8 | 43,3 | 42,8 | 38,3 | 32,8  | 31,7  |
| Средний суточный максимум, °C | 13    | 16    | 21    | 25   | 29   | 33   | 35   | 34   | 31   | 26   | 19    | 14    |
| Средний суточный минимум, °C  | −1    | 2     | 6     | 11   | 16   | 20   | 22   | 22   | 18   | 12   | 6     | 1     |
| Абсолютный минимум, °C        | −16,7 | −17,8 | −14,4 | −3,9 | 2,2  | 8,9  | 13,3 | 11,1 | 2,8  | −6,7 | −8,9  | −22,2 |
| Норма осадков, мм             | 29,7  | 39,4  | 44,7  | 45,7 | 79,5 | 82,6 | 50   | 51,3 | 70,9 | 77   | 41,7  | 35,8  |
| Источник: intellicast.com     |       |       |       |      |      |      |      |      |      |      |       |       |

## Население
Согласно переписи населения 2010 года в городе проживало 1496 человека, было 648 домохозяйств и 392 семьи. Расовый состав города: 92,2 % — белые, 0,3 % — афроамериканцы, 0,9 % — 
коренные жители США, 0,5 % — азиаты, 0 % (0 человек) — жители Гавайев или Океании, 4,7 % — другие расы, 1,3 % — две и более расы. Число испаноязычных жителей любых рас составило 12,2 %.
Из 648 домохозяйств, в 29 % живут дети младше 18 лет. 44,4 % домохозяйств представляли собой совместно проживающие супружеские пары (15,1 % с детьми младше 18 лет), в 13 % домохозяйств женщины проживали без мужей, в 3,1 % 
домохозяйств мужчины проживали без жён, 39,5 % домохозяйств не являлись семьями. В 35,3 % домохозяйств проживал только один человек, 17,6 % составляли одинокие пожилые люди (старше 65 лет). Средний размер домохозяйства составлял 2,25 человека. Средний размер семьи — 2,91 человека.
Население города по возрастному диапазону распределилось следующим образом: 23,9 % — жители младше 20 лет, 20,3 % находятся в возрасте от 20 до 39, 34,5 % — от 40 до 64, 21,1 % — 65 лет и старше. Средний возраст составляет 45,2 года.
Согласно данным опросов пяти лет с 2012 по 2016 годы, средний доход домохозяйства в Бэрде составляет 41 190 долларов США в год, средний доход семьи — 51 618 долларов. Доход на душу населения в городе составляет 19 887 
долларов. Около 15,3 % семей и 21,6 % населения находятся за чертой бедности. В том числе 43,1 % в возрасте до 18 лет и 13,6 % старше 65 лет.

## Местное управление
Управление городом осуществляется мэром и городским советом, состоящим из 4 человек, один из которых выбирается заместителем мэра.
Другими важными должностями, на которые происходит наём сотрудников, являются:
- Городской секретарь
- Городской клерк
- Городской юрист
- Маршал

## Инфраструктура и транспорт
Основными автомагистралями, проходящими через Бэрд, являются:
- межштатная автомагистраль I-10 идёт с востока от Истленда на запад к Абилину.
- автомагистраль 283 США идёт с севера от Олбани на юг к Колмену.

. Ближайшим аэропортом, выполняющим коммерческие рейсы, является региональный аэропорт Абилина. Аэропорт находится примерно в 30 километрах к западу от Бэрда.

## Образование
Город обслуживается независимым школьным округом Бэрд.